# El Molón
El Molón es el nombre que recibe el yacimiento arqueológico situado en la Sierra de Mira, a 1,5 km al norte de Camporrobles (Valencia). El nombre le viene por el cerro sobre el que se asienta, una gran muela cretácica de 1124 msnm. Presenta forma alargada y se encuentra estructurada en varias plataformas. La central, más amplia, fue la elegida como lugar de asentamiento pues resulta muy apta para el desarrollo urbanístico, al tiempo que presenta unas condiciones defensivas inmejorables, al quedar delimitada en buena medida por abruptos escarpes.

## Historia
El yacimiento presenta un gran interés debido a su estratégica localización geográfica, en la zona de transición de la Meseta, las Serranías Ibéricas y el litoral mediterráneo. Por tanto, la muela tuvo una ocupación continua desde el final de la Edad del Bronce o inicios de la Edad del Hierro, extendiéndose hasta la segunda mitad del siglo I a. C. Se abandonó en época romana al pasar los asentamientos a la llanura, aunque el lugar seguiría visitándose durante esa época, dada la presencia esporádica de materiales de los primeros siglos de nuestra era. El poblado se recuperaría nuevamente en un momento indeterminado de la segunda mitad del siglo VIII, para abandonarse definitivamente hacia el siglo X como lugar de hábitat. Se reocupó como observatorio militar del aeródromo cercano durante la Guerra Civil y como campo de cultivo durante la década de 1940.

## Niveles

### Prerromano
Del nivel prerromano se conserva principalmente el sistema defensivo, hasta el punto de convertirlo en uno de los grandes ejemplos de la poliorcética ibérica y celtibérica. Los hallazgos más 
espectaculares se han centrado en el poblado de la Edad del Hierro, cuya superficie de 2,65 hectáreas, que sería mayor dada la existencia de barrios extramuros, hacen que pueda ser considerado como un oppidum de pequeño tamaño.
La gran defensa natural del lugar se completó, a lo largo de un centenar de metros, con una muralla longitudinal muy bien conservada por el norte y el oeste, las zonas más accesibles, mientras que un gran torreón rectangular de unos 40 m², un antemural o torre adelantada y un foso de unos 20 m de longitud y casi 5 de ancho, con el que se relaciona una poterna magníficamente conservada, defienden el istmo situado en el lado este, el más vulnerable. Sendas torres, de las que en la actualidad no quedan prácticamente restos, flanquearían la puerta principal de acceso al poblado, a la que se llegaría por un camino tallado en la roca, que conserva los profundos surcos producidos por las ruedas de los carros.
El poblado estuvo dotado de varias cisternas talladas en la roca, dos en el interior del hábitat, y otra, de más de 20 metros de profundidad, al exterior del recinto, junto al camino que se dirigía hacia el acceso principal. En las inmediaciones del poblado se documenta la necrópolis, de incineración en urna, lamentablemente destruida casi en su totalidad. Destaca asimismo la existencia de una cueva-manantial situada a los pies de la ladera suroccidental, interpretable como un santuario.

### Andalusí
Del nivel andalusí se conserva la planta completa del asentamiento, que parece corresponder a un hisn o lugar fortificado en altura de cierta envergadura. El conjunto presenta el interés de haber conservado la planta completa del asentamiento, de algo menos de 1 hectárea, rodeado por una muralla que recorre su perímetro de forma completa, individualizándose en su interior dos zonas. La primera es el poblado propiamente dicho, donde encontramos la mezquita y otros edificios anejos, así como conjuntos de estancias, articuladas por espacios abiertos; en su parte más elevada se localizan los restos de una pequeña torre vigía. La segunda zona es un recinto libre de construcciones conectado con las otras áreas por dos accesos y que se interpreta como interpretado como un albacar. Por lo que se refiere a las unidades habitacionales, se trata de grandes espacios rectangulares, en su mayoría sin compartimentación interna, con muros de trazado irregular, construidas en general sobre los restos de otras anteriores, pertenecientes a la fase ibérica del poblado. Extramuros de este nivel quedaban las defensas prerromanas, convertidas en un espacio de servicios en el que se ha documentado un edificio de grandes dimensiones.
- Mezquita: Localizada en la parte más oriental de la zona alta, es el hallazgo más importante. Se trata de un edificio de planta rectangular, en el que la predeterminada orientación del muro sur o qibla, al que queda adosado un nicho rectangular o mihrab, nos llevan a su clara identificación. El edificio queda integrado por una gran estancia, al sur, en la que se individualizan sendas salas comunicadas entre sí, que contarían posiblemente cada una de ellas con un nicho, así como una pequeña antesala que daría paso a lo que se ha interpretado como un patio, situado al norte. La presencia de este edificio en este asentamiento destaca su singularidad al revelar la ideología y cultura de sus pobladores, posiblemente bereberes.[1]